# Saint-Cyprien-sur-Dourdou
Saint-Cyprien-sur-Dourdou è un comune francese soppresso e frazione del dipartimento dell'Aveyron della regione dell'Occitania. Dal 1º gennaio 2016 si è fuso con i comuni di Conques, Noailhac e Grand-Vabre per formare il nuovo comune di Conques-en-Rouergue.

## Società

### Evoluzione demografica
Abitanti censiti